# Карло Фонтана
Карло Фонтана (італ. Carlo Fontana, 22 квітня 1638, Бруссата, Тічино — 5 лютого 1714, Рим) — італійський архітектор, скульптор та інженер.

## Життєпис
Ще у дитячому віці переїжджає до Риму. Вчиться там разом з П'єтро да Кортона та Карло Райнальді. Пізніше працює в майстерні Берніні. Внаслідок своїх здібностей стає незамінним партнером Берніні.
Фонтана у співробітництві з Лоренцо Берніні сам розвивається до успішного архітектора та умілого впроваджувача задумів великих майстрів 17 століття: Берніні, Борроміні та П'єтро да Кортона. Він постійно популяризував свої роботи у широких верствах, надрукувавши супроводжувальні матеріали та ілюстрації до архітектурних проєктів. До цих друків належать проєкт Tempio Vaticano (1694) в якому Фонтана описує будівництво Собору Святого Петра та Площі Святого Петра (проєкт Берніні в яких брав участь і Фонтана).
Разом з тим мав він і педагогічний талант — з його майстерні вийшли деякі відомі архітектори 18 століття Італії і Європи: Алессандро Спеккі, Джованні Батіста Ваккаріні, Джеймс Гіббс, Йоган Бернгард Фішер фон Ерлах, Йоган Лукас фон Гілдебрандт, Філіппо Ювара.

## Твори

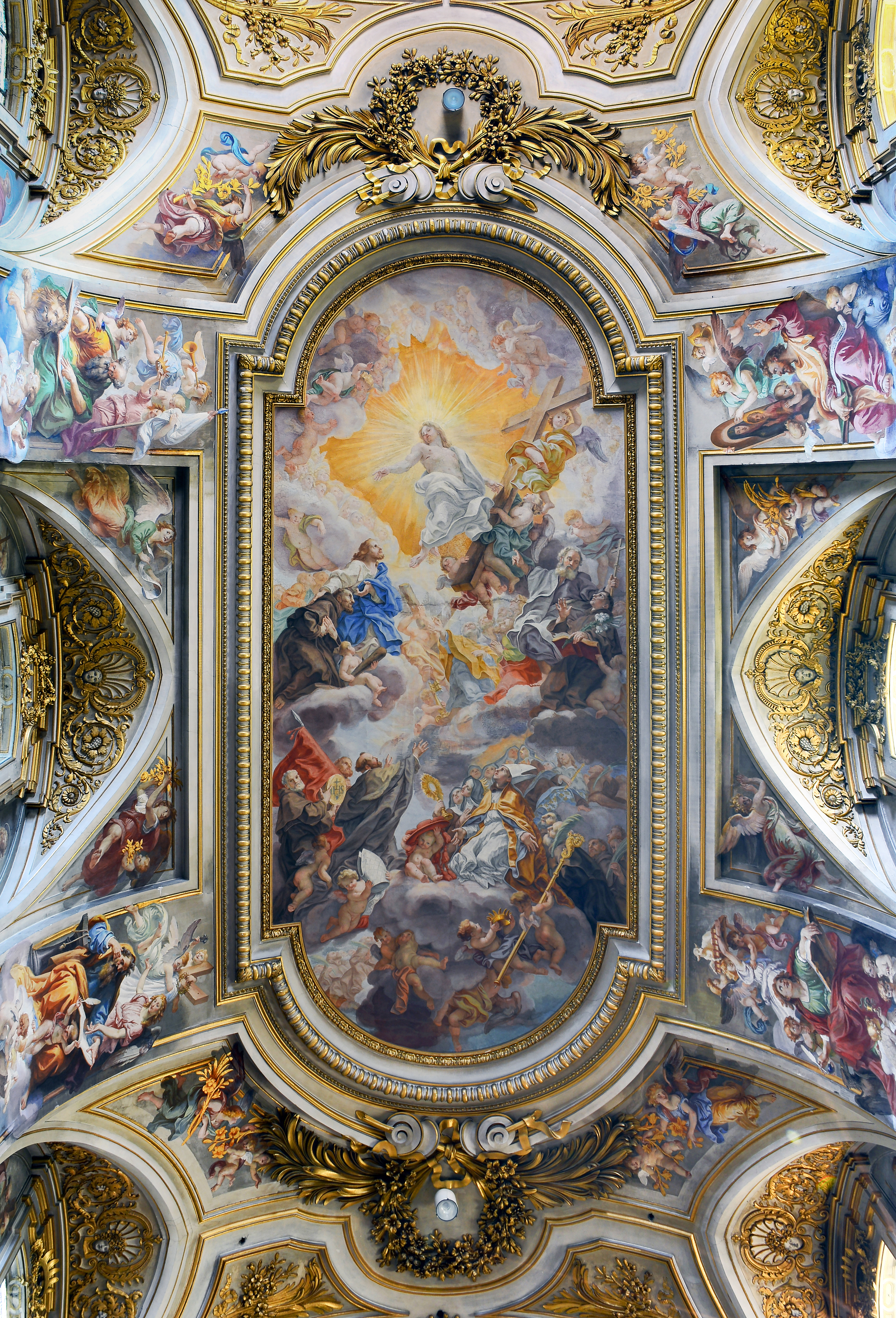
Стеля Санті-Апостолі.

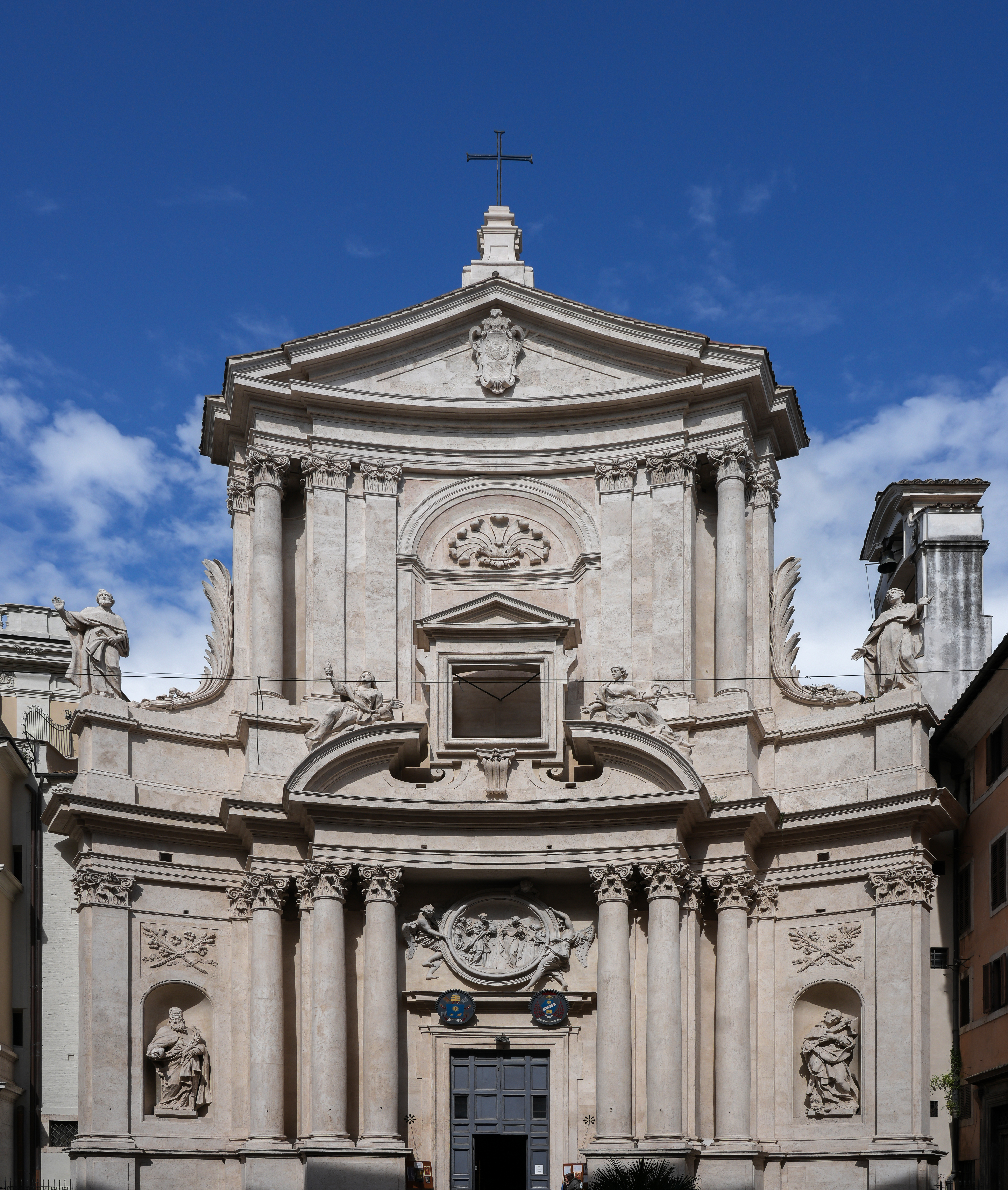
Сан-Марчелло-аль-Корсо (1682-83)

- Палаццо Монтечиторіо (тепер будинок Сенату Італії; роботи почав Берніні за замовленням папи Інокентія X, закінчив Фонтана при понтифікаті Інокентія XII).
- Палаццо Массімо-ді-Риньяно на Piazza d'Aracoeli.
- Сан-Марчелло-аль-Корсо (1682-83)
- Санта-Марія-дей-Міраколі, у співробітництві з Лоренцо Берніні (1662—1679)
- Сан-Б'яджо-ін-Кампітеллі (1655)
- Санті-Апостолі (1702—1708)
- лівий фонтан на Площі Святого Петра (1675)
- Фонтан на Piazza di Санта-Марія-ін-Трастевере, один з найстаріших фонтанів Риму, перероблений Фонтана.
- Купол церкви Санта Марія дель Пополо(1683—1687).
- Сикстинська капела у Базиліці Санта-Марія-Маджоре(1671).
- Каплиця Джанетті у Сант-Андреа-делла-Валлє (1671).
- Каплиця Альбані у церкві Сан-Себастьяно-фуорі-ле-Мура (1705).
- Бібліотека Казанатензе (Biblioteca Casanatense) (1708).
- San Michele a Ripa.
- Баптистерій у Соборі Святого Петра (1692—1698).
- Надгробки пап Климента XI та Іннокентія XII у Соборі Святого Петра
- Надгробок Христини (королева Швеції) у Соборі Святого Петра (1702).
- Церква у Монтефіасконе.

До його інших творів дораховується монастир єзуїтів в Іспанії та палац на Isola Bella на Лаго-Маджоре.